# جوشوا هوك
جوشوا هوك (بالإنجليزية: Joshua Hook)‏ هو متسابق دراجات نارية أسترالي. نافس في سباقات بطولة العالم لفئة 125 سي سي. كما شارك في بطولة العالم للسوبرسبورت.

## وصلات خارجية
- جوشوا هوك على موقع MotoGP.com (الإنجليزية)
- جوشوا هوك على موقع WorldSBK.com (الإنجليزية)

- الموقع الإلكتروني